# Circuit de la Sarthe 2018
Il Circuit de la Sarthe 2018, sessantaseiesima edizione della corsa e valida come prova del circuito UCI Europe Tour 2016 categoria 2.1, si svolse dal 3 al 6 aprile su un percorso di 760 km ripartiti in 4 tappe, con partenza a Abbaye de l'Epau e arrivo a Sablé-sur-Sarthe. Fu vinto dal francese Guillaume Martin della Wanty-Groupe Gobert davanti al belga Xandro Meurisse e al francese Justin Jules.

## Tappe
| Tappa  | Data     | Percorso                                    | km    | Vincitore di tappa | Leader cl. generale |
| ------ | -------- | ------------------------------------------- | ----- | ------------------ | ------------------- |
| 1ª     | 3 aprile | Abbaye de l'Epau > Baugé-en-Anjou           | 193,6 | Justin Jules       | Justin Jules        |
| 2ª     | 4 aprile | Riaillé > Ancenis                           | 183,7 | Marc Sarreau       | Marc Sarreau        |
| 3ª     | 5 aprile | Abbaye de l'Epau > Pré-en-Pail-Saint-Samson | 199   | Guillaume Martin   | Guillaume Martin    |
| 4ª     | 6 aprile | Brûlon > Sablé-sur-Sarthe                   | 183,9 | Daniel McLay       | Guillaume Martin    |
| Totale | Totale   | Totale                                      | 760   |                    |                     |

## Dettagli delle tappe

### 1ª tappa
- 3 aprile: Abbaye de l'Epau > Baugé-en-Anjou – 193,6 km

| Pos. | Corridore        | Squadra    | Tempo    |
| ---- | ---------------- | ---------- | -------- |
| 1    | Justin Jules     | WB         | 4h48'55" |
| 2    | Marc Sarreau     | FDJ        | s.t.     |
| 3    | Christophe Noppe | Vlaanderen | s.t.     |

| Pos. | Corridore        | Squadra       | Tempo    |
| ---- | ---------------- | ------------- | -------- |
| 1    | Justin Jules     | WB            | 4h48'45" |
| 2    | Mattia Frapporti | Androni Gioc. | a 2"     |
| 3    | Marc Sarreau     | FDJ           | a 4"     |

### 2ª tappa
- 4 aprile: Riaillé > Ancenis – 183,7 km

| Pos. | Corridore       | Squadra       | Tempo    |
| ---- | --------------- | ------------- | -------- |
| 1    | Marc Sarreau    | FDJ           | 4h37'50" |
| 2    | Alex Frame      | Trek          | s.t.     |
| 3    | Manuel Belletti | Androni Gioc. | s.t.     |

| Pos. | Corridore        | Squadra       | Tempo    |
| ---- | ---------------- | ------------- | -------- |
| 1    | Marc Sarreau     | FDJ           | 9h26'29" |
| 2    | Justin Jules     | WB            | a 6"     |
| 3    | Mattia Frapporti | Androni Gioc. | a 8"     |

### 3ª tappa
- 5 aprile: Abbaye de l'Epau > Pré-en-Pail-Saint-Samson – 199 km

| Pos. | Corridore        | Squadra       | Tempo    |
| ---- | ---------------- | ------------- | -------- |
| 1    | Guillaume Martin | Wanty         | 5h25'01" |
| 2    | Xandro Meurisse  | Wanty         | a 12"    |
| 3    | Andrea Vendrame  | Androni Gioc. | a 24"    |

| Pos. | Corridore        | Squadra | Tempo     |
| ---- | ---------------- | ------- | --------- |
| 1    | Guillaume Martin | Wanty   | 14h51'36" |
| 2    | Xandro Meurisse  | Wanty   | a 16"     |
| 3    | Justin Jules     | WB      | a 24"     |

### 4ª tappa
- 6 aprile: Brûlon > Sablé-sur-Sarthe – 183,9 km

| Pos. | Corridore       | Squadra         | Tempo    |
| ---- | --------------- | --------------- | -------- |
| 1    | Daniel McLay    | EF Education F. | 4h30'44" |
| 2    | Samuel Dumoulin | AG2R            | s.t.     |
| 3    | Marc Sarreau    | FDJ             | s.t.     |

| Pos. | Corridore        | Squadra | Tempo     |
| ---- | ---------------- | ------- | --------- |
| 1    | Guillaume Martin | Wanty   | 19h22'20" |
| 2    | Xandro Meurisse  | Wanty   | a 16"     |
| 3    | Justin Jules     | WB      | a 24"     |

## Classifiche finali

### Classifica generale
| Pos. | Corridore         | Squadra          | Tempo     |
| ---- | ----------------- | ---------------- | --------- |
| 1    | Guillaume Martin  | Wanty-Gobert     | 19h22'20" |
| 2    | Xandro Meurisse   | Wanty-Gobert     | a 16"     |
| 3    | Justin Jules      | WB Aqua Protect  | a 24"     |
| 4    | Romain Combaud    | Delko Marseille  | a 28"     |
| 5    | François Bidard   | AG2R La Mondiale | a 29"     |
| 6    | Andrea Vendrame   | Androni Gioc.    | a 30"     |
| 7    | Oscar Riesebeek   | Roompot          | a 31"     |
| 8    | Quentin Jauregui  | AG2R La Mondiale | a 32"     |
| 9    | Anthony Delaplace | Fortuneo-Samsic  | s.t.      |
| 10   | Wilmar Paredes    | Manzana Postobon | a 33"     |